# 2018년 동계 올림픽 노르딕복합 예선
다음은 2018년 동계 올림픽 노르딕복합 종목의 예선에 관한 규칙과 출전권 배정 현황에 관한 것이다.

## 출전권
이번 대회에서는 총 55쿼터의 출전권이 배정된다. 한 국가당 내보낼 수 있는 선수의 수는 최대 5명이다. 출전권은 2016년 7월부터 2018년 1월 21일까지의 예선기간 동안 월드컵이나 컨티넨셜컵에서 각 선수들이 얻은 점수를 집계한 순위에 따라 배분된다. 여기서 상위 50위까지가 올림픽 출전대상에 해당되며, 앞서 말했듯 국가당 5명 제한 수칙에 따른다.  개최국의 경우에는 배정명단에 선수가 포함되어 있다면 계주를 비롯한 매 경기마다 한 명의 선수를 출전시킬 수 있다.
상위 50위까지 배분된 후에는 계주 경기 출전팀이 10팀이 될 때까지, 4명분 출전권을 채우지 못한 국가에 출전권을 추가로 부여한다. 이때 만약 최대치가 달성되지 않는다면 선수를 내지 못한 국가 중 가장 높은 순위의 선수에게 출전권을 부여한다.

## 출전권 배정
2016-17시즌과 2017-18시즌 결과가 반영된 2018년 1월 21일 기준에 따른 출전권 배정 현황이다.

### 현황
| 국가        | 선수 | 계주 참가 |
| ----------- | ---- | --------- |
| 오스트리아  | 5    | X         |
| 체코        | 4    | X         |
| 에스토니아  | 2    |           |
| 핀란드      | 5    | X         |
| 프랑스      | 5    | X         |
| 독일        | 5    | X         |
| 이탈리아    | 4    | X         |
| 일본        | 5    | X         |
| 노르웨이    | 5    | X         |
| 폴란드      | 4    | X         |
| 러시아 출신 | 2 1  |           |
| 슬로베니아  | 3 2  |           |
| 대한민국    | 1    |           |
| 스위스      | 1    |           |
| 우크라이나  | 1    |           |
| 미국        | 5    | X         |
| 총 16개국   | 55   | 10        |

- 계주종목에 출전하는 체코와 폴란드에 1쿼터가 추가됐다.

### 출전 가능 국가
출전권 배정 과정에서 2쿼터가 반납됐기 때문에 다음 국가 중에 배정될 수 있다. 굵은 글씨가 배정국.
| 남자 |
| --- |
| 미국 · 이탈리아 · 미국 · 러시아 출신 · 체코 · 에스토니아 · 러시아 출신 · 우크라이나 · 슬로베니아 · 러시아 출신 |